# Anaxyrus boreas
- Commons
- Wikispecies

Anaxyrus boreas, anteriormente chamado Bufo boreas, é uma espécie de sapo de dimensões grandes, entre 5,6 e 13 cm de comprimento, originária da região ocidental da América do Norte. O dorso é esverdeado ou acinzentado, possuindo uma banda de cor branca ou creme. Possui glândulas na pele, que se concentram em manchas de cor preta. As glândulas parótidas são ovais, com separação apreciável.
Os machos possuem uma pele mais suave e manchas dorsais em menor quantidade. Nos juvenis, a banda dorsal está ausente ou é pouco visível.
Ocupa uma grande variedade de habitats, mas está listada como espécie ameaçada, sobretudo devido à quitridiomicose.